# Lijst van rijksmonumenten in Someren (plaats)
De plaats Someren telt 12 inschrijvingen in het rijksmonumentenregister. De gemeente Someren telt in totaal 19 rijksmonumenten.
| Object | Oorspronkelijke functie?  | Bouwjaar                        | Architect          | Locatie                  | Coördinaten?                  | Nr.?   | Afbeelding |
| --- | ------------------------- | ------------------------------- | ------------------ | ------------------------ | ----------------------------- | ------ | --- |
| Interieur St. Lambertus: hoofdaltaar, levensgrote beelden van Franciscus, Jozef, Augustinus en Elias, twee altaarstukken, communiebank, twee stenen wijwatervaten, orgel | Vanwege onderdelen kerk   | 18e eeuw                        |                    | Kerkstraat 16            | 51° 22' 50" NB, 5° 42' 49" OL | 34112  | Interieur St. Lambertus: hoofdaltaar, levensgrote beelden van Franciscus, Jozef, Augustinus en Elias, twee altaarstukken, communiebank, twee stenen wijwatervaten, orgel |
| De Victor | Industrie- en poldermolen | 1853/1868                       |                    | Kerkstraat 31            | 51° 22' 49" NB, 5° 43' 1" OL  | 34113  | Meer afbeeldingen |
| Den Evert | Industrie- en poldermolen | 1543/1979                       |                    | Einhoutsestraat bij 8    | 51° 23' 23" NB, 5° 41' 14" OL | 34114  | Meer afbeeldingen |
| Terrein waarin overblijfselen van de Lambertuskerk (kruiskerk) | Archeologisch monument    | Voor het jaar 1436 (verbouwing) |                    | Lambertuskerkhof         | 51° 23' 31" NB, 5° 42' 52" OL | 45988  | Upload foto |
| Terrein waarin een urnenveld | Archeologisch monument    | Late Bronstijd                  |                    | Somerense Vennen         | 51° 24' 4" NB, 5° 40' 32" OL  | 45989  | Upload foto |
| Terrein waarin een urnenveld of nederzetting | Archeologisch monument    | IJzertijd                       |                    | Hoenderboom              | 51° 23' 24" NB, 5° 38' 25" OL | 45990  | Upload foto |
| Terrein waarin overblijfselen van het kasteel "De Donck" | Archeologisch monument    | Late Middeleeuwen               |                    | Kasteel "de Donck"       | 51° 23' 19" NB, 5° 41' 41" OL | 45991  | Upload foto |
| Terrein waarin overblijfselen van het kasteel Edelenburg | Archeologisch monument    | Late Middeleeuwen               |                    | Kasteel "Elenburg"       | 51° 23' 50" NB, 5° 42' 38" OL | 45992  | Upload foto |
| Keyepoal (grenspaal) | Grensafbakening           | 1650-1700                       |                    | Kerkendijk tegenover 118 | 51° 20' 55" NB, 5° 41' 45" OL | 509943 | Meer afbeeldingen |
| Nederlands Hervormde Kerk | Kerk en kerkonderdeel     | 1885                            | P. van de Erve jr. | Speelheuvelplein 6       | 51° 23' 19" NB, 5° 42' 21" OL | 512376 | Nederlands Hervormde Kerk |
| Herenhuis | Woonhuis                  | 1919                            |                    | Speelheuvelstraat 2      | 51° 23' 11" NB, 5° 42' 41" OL | 512377 | Herenhuis |
| Langgevelboerderij met dwarsdeel | Boerderij                 | 1750                            |                    | De Hoof 8                | 51° 22' 55" NB, 5° 41' 39" OL | 526638 | Langgevelboerderij met dwarsdeel |